# Almanon (månekrater)
Almanon er et nedslagskrater på Månen, beliggende på Månens forside i det ujævne, sydligt-centrale højland, og det er opkaldt efter den abbasidiske kalif Abdalla al-Ma'mun (786-833).
Navnet blev officielt tildelt af den Internationale Astronomiske Union (IAU) i 1935. 

## Omgivelser
Krateret ligger syd-sydøst for Abulfedakrateret og nord-nordøst for det mindre Geberkrater. Kraterkæden med navnet Catena Abulfeda danner en linje mellem den sydlige kant af Abulfedakrateret og den nordlige kant af Almanonkrateret og fortsætter i en længde af omkring 210 kilometer til den stejle skråning Rupes Altai.

## Karakteristika
Kanten af Almanon danner en lidt uregelmæssig cirkel, med udadvendte buler mod nord og sydvest. Kraterparret "Almanon A" og "Almanon B" er forbundet med ydersiden af den sydlige rand. Den indre væg er bredest langs den østlige side. Små kratere, som hører til Catena Abulfeda, rækker en smule ind i den nordøstlige rand.
Den ydre væg er generelt nedslidt og mangler den skarphed, som yngre kratere udviser, men den er ikke særlig ramt af senere nedslag. Kraterbunden er relativt flad uden særlige kendetegn andet end få småkratere.

## Satellitkratere
De kratere, som kaldes satellitter, er små kratere beliggende i eller nær hovedkrateret. Deres dannelse er sædvanligvis sket uafhængigt af dette, men de får samme navn som hovedkrateret med tilføjelse af et stort bogstav. På kort over Månen er det en konvention at identificere dem ved at placere dette bogstav på den side af satellitkraterets midte, som ligger nærmest hovedkrateret. Almanonkrateret har følgende satellitkratere:
| Almanon | Bredde  | Længde  | Diameter |
| ------- | ------- | ------- | -------- |
| A       | 17,7° S | 15,3° Ø | 10 km    |
| B       | 18,3° S | 15,3° Ø | 25 km    |
| C       | 16,1° S | 16,0° Ø | 16 km    |
| D       | 18,6° S | 15,6° Ø | 6 km     |
| E       | 17,9° S | 13,7° Ø | 5 km     |
| F       | 15,9° S | 14,3° Ø | 5 km     |
| G       | 17,8° S | 14,6° Ø | 5 km     |
| H       | 19,0° S | 15.3° Ø | 6 km     |
| K       | 15,8° S | 15,4° Ø | 8 km     |
| L       | 18,9° S | 16,6° Ø | 6 km     |
| P       | 18,5° S | 17,0° Ø | 8 km     |
| Q       | 18,1° S | 17,0° Ø | 5 km     |
| R       | 18,2° S | 15,9° Ø | 4 km     |

## Måneatlas
- Billeder af Almanonkrateret i LPI-måneatlasset